# 상산고등학교
상산고등학교(象山高等學校)는 대한민국 전북특별자치도 전주시 효자동1가에 있는 자율형 사립 고등학교이다. 국내 유명 수학 참고서인 『수학의 정석』의 저자, 홍성대 박사가 설립했다. 전국 상위 0.1% 이내 높은 학업 성취도의 학생들이 별도의 선별시험을 거쳐 선발된다. 

## 학교 연혁
- 1979년 7월 5일 : 홍성대 박사 학교법인 상산학원 설립
- 1979년 7월 10일 : 홍성대 박사 초대 이사장 취임
- 1979년 8월 10일 : 전주시 효자동 1가 260번지 56,983m2 학교부지 확정
- 1980년 5월 15일 : 학교법인 상산학원 설립인가
- 1980년 11월 26일 : 상산고등학교 설립인가(학년당 10학급, 총 30학급)
- 1981년 1월 23일 : 초대 교장 김경식 선생 취임
- 1981년 3월 4일 : 제1회 신입생 입학식 (610명)
- 1981년 4월 27일 : 개교기념일로 확정
- 1981년 5월 8일 : 본관 준공 및 개교기념식
- 1982년 8월 2일 : 학생회관, 도서관, 생활관 준공
- 1983년 12월 16일 : 과학관 준공
- 1984년 2월 9일 : 제1회 졸업식(졸업생 572명)
- 1987년 3월 25일 : 기숙사 준공
- 1992년 8월 27일 : 교직원 복지회관 준공
- 1998년 8월 14일 : 기숙사 독서실 준공
- 1998년 12월 31일 : 태권도장 및 상산회관 준공
- 2002년 5월 28일 : 자립형 사립고 지정
- 2003년 2월 28일 : 기숙사, 멀티미디어 강의동 준공
- 2003년 3월 3일 : 자립형 사립고로 전환, 신입생 365명 입학(남 8학급, 여 4학급)
- 2006년 2월 28일 : 체육관, 여학생 기숙사 준공
- 2010년 7월 19일 : 자율형 사립고 전환
- 2021년 4월 27일 : 제2대 홍상욱 이사장 취임
- 2024년 2월 1일 : 제41회 졸업식 졸업생 352명, 누계 19,175명
- 2024년 2월 28일 : 제10대 교장 국중학 박사 취임
- 2024년 3월 4일 : 신입생 348명 입학

## 참고 자료
- 상산고등학교 - 한국교육학술정보원 학교알리미